# Prințesa Elizabeth Albertine de Saxa-Hildburghausen
Prințesa Elisabeth Albertine de Saxa-Hildburghausen (4 august 1713 – 29 iunie 1761) a fost duesă consort de Mecklenburg-Strelitz. După decesul soțului ei, a servit ca regentă pentru fiul ei.

## Biografie
Elisabeth Albertine a fost fiica lui Ernst Frederic I, Duce de Saxa-Hildburghausen (1681 – 1724) și a soției acestuia, Contesa Sophia Albertine de Erbach-Erbach (1683–1742). 
La 5 februarie 1735, Elisabeth s-a căsătorit cu Carl I Ludwig Frederick, Duce de Mecklenburg-Strelitz (1707-1752), fiul cel mic al lui Adolphus Frederic II, Duce de Mecklenburg, și fratele vitreg al lui Adolphus Frederick III. Ei au devenit părinții a zece copii dintre care doar șase au atins vârsta adultă:
- Christiane (6 decembrie 1735 - 31 august 1794)
- Caroline (n./d. 22 decembrie 1736)
- Adolf Friedrich al IV-lea, Duce de Mecklenburg-Strelitz (5 mai 1738 - 2 iunie 1794)
- Elisabeth Christine (13 aprilie 1739 -9 aprilie 1741)
- Sophie Louise (16 mai 1740 - 31 ianuarie 1742)
- Carol al II-lea, Mare Duce de Mecklenburg-Strelitz (10 octombrie 1741 – 6 noiembrie 1816)
- Ducele Ernest Gottlob de Mecklenburg (27 august 1742 - 27 ianuarie 1814)
- Charlotte de Mecklenburg-Strelitz ((19 mai 1744 – 17 noiembrie 1818); căsătorită în 1761 cu regele George al III-lea al Marii Britanii
- Gotthelf (29 octombrie 1745 - 31 octombrie 1745)
- Ducele Georg Augustus de Mecklenburg (16 august 1748 - 14 noiembrie 1785)

După decesul soțului ei și a fratelui mai mare al acestuia, în 1753, ea a condus Mecklenburg-Strelitz ca regent pentru fiul ei de 14 ani, sub protecția regelui George al II-lea al Marii Britanii și al Hanovrei.
A murit în 1761, cu puțin înainte de căsătoria fiicei ei Sophia Charlotte, și a fost înmormântată la cripta regală din Mirow.
Prin fiica ei Charlotte, Elisabeth Albertine este strămoașa tuturor monarhilor britanici începând cu George al IV-lea, care a urcat pe tronul Marii Britanii în 1820.